# Prothoe hewitsoni
Prothoe hewitsoni är en fjärilsart som beskrevs av Wallace 1869. Prothoe hewitsoni ingår i släktet Prothoe och familjen praktfjärilar. Inga underarter finns listade i Catalogue of Life.